# Křoví
Křoví (deutsch Krzowy, 1940–1945 Krowin) ist eine Gemeinde in Tschechien. Sie liegt drei Kilometer nordöstlich von Velká Bíteš und gehört zum Okres Žďár nad Sázavou.

## Geographie
Das Straßendorf Křoví erstreckt sich im Krischanauer Bergland (Křižanovská vrchovina) im Süden der Böhmisch-Mährischen Höhe im Tal eines linken Zuflusses zum Bílý potok. Das Dorf wird von den Waldgebieten des Debliner Waldes, Czerwena-Waldes und Radostiner Waldes umgeben. Südwestlich erhebt sich die Bítešská horka (491 m), an ihren Fuße mündet die Bítýška in den Bílý potok.
Nachbarorte sind Křižínkov im Norden, Pánov im Nordosten, Svatoslav im Osten, Rýglovský Mlýn, Spálený Mlýn, Pánovský Mlýn und Radoškov im Südosten, Přibyslavice und Otmarov im Süden, Velká Bíteš im Südwesten sowie Radostínský Mlýn, Vlkov und Březské im Nordwesten.

## Geschichte

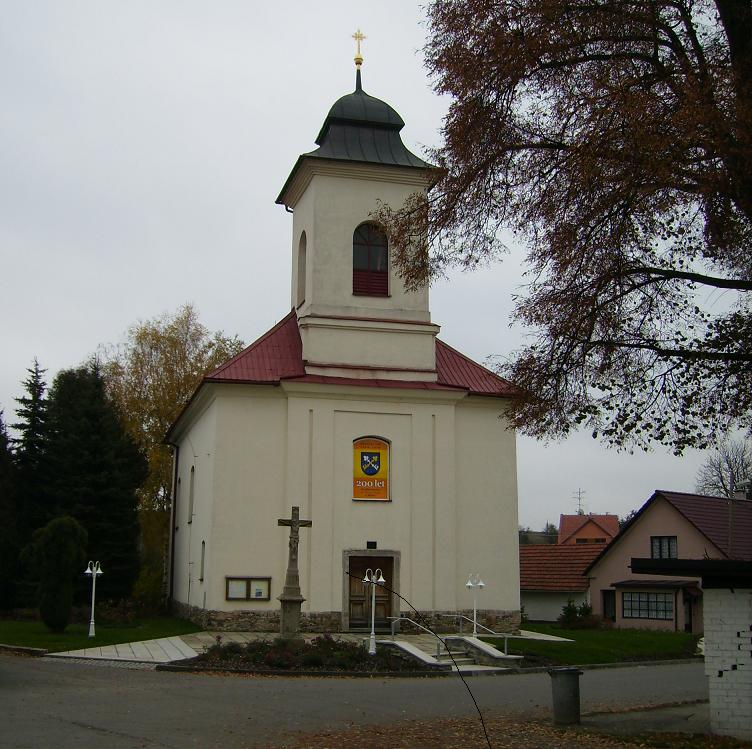
Kirche St. Peter und Paul

Das Dorf wurde zu Beginn des 13. Jahrhunderts im Zuge der deutschen Kolonisation der Gegend von Heynrichs unter Markgraf Vladislav Heinrich angelegt und ursprünglich als Dietrichsdorf, später als Krzowe bezeichnet. Die erste urkundliche Erwähnung des zur Herrschaft Meziříčí gehörigen Dorfes Krzowe erfolgte im Jahre 1371 im Zuge seines Verkaufs durch Jan von Meziříčí an Vojslav von Křižínkov. Nach weiterem Besitzerwechsel erwarben die Pernsteiner im 15. Jahrhundert das Dorf. Im Jahre 1618 wurde der Ort an die Herrschaft Jinošov angeschlossen. 1629 erwarb Albrecht von Waldstein die Güter. Später wurde das Dorf an die Herrschaft Náměšť angeschlossen. Seit dem 18. Jahrhundert wurden um Krzowy mehrere Eisenerzschächte betrieben.
Nach der Aufhebung der Patrimonialherrschaften bildete Krzowy ab 1850 einen Ortsteil der Stadt Velká Bíteš in der Bezirkshauptmannschaft Velké Meziříčí. 1867 entstand die Gemeinde Křoví. Zwischen 1870 und 1885 wurde im Bruch auf der Bítešská horka Graphit und Limonit abgebaut. Im Jahre 1900 lebten in den 72 Häusern des Dorfes 575 Menschen. 1930 hatte Křoví 503 Einwohner und bestand aus 120 Häusern.
1949 kam die Gemeinde zum Okres Velká Bíteš, und zu Beginn des Jahres 1961 wurde sie dem Okres Žďár nad Sázavou zugeordnet. Zwischen 1981 und 1990 war Křoví nach Velká Bíteš eingemeindet. 1990 entstand die Gemeinde wieder. Sie besteht aus 209 Wohnhäusern.

## Gemeindegliederung
Für die Gemeinde Křoví sind keine Ortsteile ausgewiesen.

## Sehenswürdigkeiten
- Kirche St. Peter und Paul, erbaut 1808 an Stelle eines kleineren Vorgängerbaus
- steinernes Kreuz, vor der Kirche
- Marterl
- Pfarrhaus, errichtet 1785
- Naturschutzgebiet Bílý potok mit den Mühlen Horní, Prostřední, Dolní und Křovský Mlýn, südlich des Dorfes
- Waldkapelle Jakoubka mit Trinkbrunnen
- Lindenallee zwischen Dorf und Friedhof, angelegt 1898